# Lagisca floccosa
Lagisca floccosa är en ringmaskart som först beskrevs av Savigny 1818.  Lagisca floccosa ingår i släktet Lagisca och familjen Polynoidae. Utöver nominatformen finns också underarten L. f. unidentata.